# Liste der Naturdenkmale in Vlotho
Die Liste der Naturdenkmale in Vlotho enthält die Naturdenkmale aus dem Landschaftsplan „Vlotho“ des Kreises Herford. (Stand: März 2017)

## Bäume und Baumgruppen
| Denkmal-Nummer | Ort / Lage                                                                                | Bezeichnung des ND                          | Anzahl    | Art             | Eingetragen seit | Schutzgrund | Beschreibung | Bild                                    |
| -------------- | ----------------------------------------------------------------------------------------- | ------------------------------------------- | --------- | --------------- | ---------------- | ----------- | ------------ | --------------------------------------- |
| A 3.3.1.1      | Vlotho-Uffeln Eichkamp Karte                                                              | Eiche                                       | 1         | Eiche           |                  |             |              | BW                                      |
| A 3.3.1.2      | Vlotho-Uffeln vor dem Haus Höferbrink 12 Karte                                            | Eiche                                       | 1         | Eiche           |                  |             |              | BW                                      |
| A 3.3.1.3      | Vlotho-Uffeln an der Böschung abseits der Straße Höferbrink                               | Eiche                                       | 1         | Eiche           |                  |             |              | Direkt Bild zu diesem Denkmal hochladen |
| A 3.3.1.4      | Vlotho-Uffeln an der Straße Höferbrink                                                    | Eiche                                       | 1         | Eiche           |                  |             |              | Direkt Bild zu diesem Denkmal hochladen |
| A 3.3.1.5      | Vlotho-Uffeln auf einer Ackerfläche am Weserufer                                          | Kastanie                                    | 1         | Kastanie        |                  |             |              | Direkt Bild zu diesem Denkmal hochladen |
| A 3.3.1.6      | Vlotho-Amtshausberg Amtshausberg am Rand des Kinderspielplatzes                           | Kastanie                                    | 1         | Kastanie        |                  |             |              | Direkt Bild zu diesem Denkmal hochladen |
| A 3.3.1.7      | Vlotho-Amtshausberg im Bereich der Ruine                                                  | Esche                                       | 1         | Esche           |                  |             |              | Direkt Bild zu diesem Denkmal hochladen |
| A 3.3.1.8      | Vlotho an der Weserböschung am Gasthaus Weserlust an der Weserstraße Karte                | Eichen                                      | 2         | Eiche           |                  |             |              | BW                                      |
| A 3.3.1.9      | Vlotho am Gasthaus Weserlust an der Weserstraße Karte                                     | Linde                                       | 1         | Linde           |                  |             |              | BW                                      |
| A 3.3.1.10     | Vlotho an der Weserstraße                                                                 | Friedenseiche                               | 1         | Eiche           |                  |             |              | Direkt Bild zu diesem Denkmal hochladen |
| A 3.3.1.11     | Vlotho auf dem Hof Krückebergstraße 10 Karte                                              | Sequoia                                     | 1         | Sequoia         |                  |             |              | Fotos hochladen                         |
| A 3.3.1.12     | Vlotho auf dem Hof Krückebergstraße 21 Karte                                              | Eichengruppe                                |           | Eiche           |                  |             |              | Fotos hochladen                         |
| A 3.3.1.13     | Vlotho-Exter auf dem Grundstück Detmolder Straße 216 Karte                                | Platane                                     | 1         | Platane         |                  |             |              | BW                                      |
| A 3.3.1.14     | Vlotho-Bonneberg am Backsweg                                                              | Eiche                                       | 1         | Eiche           |                  |             |              | Direkt Bild zu diesem Denkmal hochladen |
| A 3.3.1.15     | Vlotho-Exter im Quellbereich des Mittelbaches nordwestlich des Hauses Mittelbachstraße 17 | Buchen                                      | 4         | Buche           |                  |             |              | Direkt Bild zu diesem Denkmal hochladen |
| A 3.3.1.16     | Vlotho-Exter in einer Wallhecke am Mittelbachtal westlich Auf dem Wenden                  | Eiche                                       | 1         | Eiche           |                  |             |              | Direkt Bild zu diesem Denkmal hochladen |
| A 3.3.1.17     | Vlotho-Exter in einer Wallhecke am Mittelbachtal westlich Auf dem Wenden                  | Eiche                                       | 1         | Eiche           |                  |             |              | Direkt Bild zu diesem Denkmal hochladen |
| A 3.3.1.18     | Vlotho-Dornberger Heide in einem Quellbereich im Naturschutzgebiet Arnholz Karte          | Erle                                        | 1         | Erle            |                  |             |              | BW                                      |
| A 3.3.1.19     | Vlotho-Steinegge auf dem Hof Detmolder Straße 145 Karte                                   | Eiche                                       | 1         | Eiche           |                  |             |              | BW                                      |
| A 3.3.1.20     | Vlotho auf der Hofzufahrt Zum Jägerort 10                                                 | Eiche                                       | 1         | Eiche           |                  |             |              | Direkt Bild zu diesem Denkmal hochladen |
| A 3.3.1.21     | Vlotho-Valdorf im Hohlweg an der Rottstraße                                               | Eichen                                      | 3         | Eiche           |                  |             |              | Direkt Bild zu diesem Denkmal hochladen |
| A 3.3.1.23     | Vlotho-Exter an der Straße Im Arnholz Karte                                               | Eiche                                       | 1         | Eiche           |                  |             |              | BW                                      |
| A 3.3.1.24     | Vlotho-Exter auf Grünland östlich der Detmolder Straße 195                                | Eiche                                       | 1         | Eiche           |                  |             |              | Direkt Bild zu diesem Denkmal hochladen |
| A 3.3.1.25     | Vlotho-Exter auf einer Hohlwegböschung westlich der Dornberger Heide                      | Rotbuche                                    | 1         | Rotbuche        |                  |             |              | Direkt Bild zu diesem Denkmal hochladen |
| A 3.3.1.26     | Vlotho-Solterwisch an der Herforder Straße                                                | Eiche                                       | 1         | Eiche           |                  |             |              | Direkt Bild zu diesem Denkmal hochladen |
| A 3.3.1.27     | Vlotho-Hollwiesen auf dem Hof Rottstraße 78 Karte                                         | Eiche                                       | 1         | Eiche           |                  |             |              | BW                                      |
| A 3.3.1.28     | Vlotho-Valdorf auf dem Hof Kölling an der Plögereistraße 2                                | Eiche                                       | 1         | Eiche           |                  |             |              | Direkt Bild zu diesem Denkmal hochladen |
| A 3.3.1.29     | Vlotho-Hollwiesen auf einer Brache im Kreuzungsbereich Neue Landstraße/Salzufler Straße   | Linde                                       | 1         | Linde           |                  |             |              | Direkt Bild zu diesem Denkmal hochladen |
| A 3.3.1.30     | Vlotho-Exter auf einer Böschung westlich der Dornberger Straße Karte                      | Rotbuche                                    | 1         | Rotbuche        |                  |             |              | BW                                      |
| A 3.3.1.31     | Vlotho-Exter am Siekrand östlich der Pivitstraße                                          | Winterlinde                                 | 1         | Winterlinde     |                  |             |              | Direkt Bild zu diesem Denkmal hochladen |
| A 3.3.1.32     | Vlotho-Exter am Siekrand nördlich der Straße Im Bruch                                     | Eiche                                       | 1         | Eiche           |                  |             |              | Direkt Bild zu diesem Denkmal hochladen |
| A 3.3.1.34     | Vlotho-Hollenhagen an einer Wegkreuzung Jungfernheide/Finnebachstraße Karte               | Eiche                                       | 1         | Eiche           |                  |             |              | BW                                      |
| A 3.3.1.35     | Vlotho-Hollenhagen im östlichen Teil der Straße Hollenhagen                               | Eiche                                       | 1         | Eiche           |                  |             |              | Direkt Bild zu diesem Denkmal hochladen |
| A 3.3.1.36     | Vlotho-Exter auf dem Hof Meise                                                            | Eiche                                       | 1         | Eiche           |                  |             |              | Direkt Bild zu diesem Denkmal hochladen |
| A 3.3.1.37     | Vlotho-Exter an einer Mauer am Hof Rethemeier                                             | Stieleichen                                 | 2         | Stieleiche      |                  |             |              | Direkt Bild zu diesem Denkmal hochladen |
| A 3.3.1.38     | Vlotho-Exter im Garten des Hofes Meise                                                    | Säuleneiche                                 | 1         | Säuleneiche     |                  |             |              | Direkt Bild zu diesem Denkmal hochladen |
| A 3.3.1.39     | Vlotho-Exter in einer Hecke an der Straße Auf dem Wenden                                  | Buchen                                      | 2         | Buche           |                  |             |              | Direkt Bild zu diesem Denkmal hochladen |
| A 3.3.1.40     | Vlotho am Hohlweg südlich der Straße Zum Mergelbruch                                      | Eiche                                       | 1         | Eiche           |                  |             |              | Direkt Bild zu diesem Denkmal hochladen |
| A 3.3.1.41     | Vlotho am Hohlweg südlich der Straße Zum Mergelbruch                                      | Eiche                                       | 1         | Eiche           |                  |             |              | Direkt Bild zu diesem Denkmal hochladen |
| A 3.3.1.43     | Vlotho-Hollwiesen am Güstenbach südlich der Solterbergstraße                              | Eiche                                       | 1         | Eiche           |                  |             |              | Direkt Bild zu diesem Denkmal hochladen |
| A 3.3.1.44     | Vlotho-Wehrendorf an der Dorfstraße/Ecke Wehrendorfer Straße Karte                        | Linde                                       | 1         | Linde           |                  |             |              | BW                                      |
| A 3.3.1.45     | Vlotho-Valdorf im Bruchwaldbereich östlich Bad Seebruch                                   | Esche                                       | 1         | Esche           |                  |             |              | Direkt Bild zu diesem Denkmal hochladen |
| A 3.3.1.46     | Vlotho-Valdorf an einer Wallhecke östlich des Sandweges                                   | Eiche                                       | 1         | Eiche           |                  |             |              | Direkt Bild zu diesem Denkmal hochladen |
| A 3.3.1.47     | Vlotho-Valdorf an einer Wallhecke östlich des Sandweges                                   | Eiche                                       | 1         | Eiche           |                  |             |              | Direkt Bild zu diesem Denkmal hochladen |
| A 3.3.1.48     | Vlotho-Steinbründorf am Waldrand östlich des Schmeltenweges                               | Eiche                                       | 1         | Eiche           |                  |             |              | Direkt Bild zu diesem Denkmal hochladen |
| A 3.3.1.49     | Vlotho-Steinbründorf am Schmeltenweg                                                      | Eichengruppe                                |           | Eiche           |                  |             |              | Direkt Bild zu diesem Denkmal hochladen |
| A 3.3.1.50     | Vlotho-Steinbründorf auf Grünland südlich der Pehlenstraße                                | Eiche                                       | 1         | Eiche           |                  |             |              | Direkt Bild zu diesem Denkmal hochladen |
| A 3.3.1.52     | Vlotho-Steinbründorf in Gehölzgruppe an der Straße Im Grund                               | Eiche                                       | 1         | Eiche           |                  |             |              | Direkt Bild zu diesem Denkmal hochladen |
| A 3.3.1.53     | Vlotho-Steinbründorf an einem Wirtschaftsweg südlich der Pehlenstraße                     | Esche                                       | 1         | Esche           |                  |             |              | Direkt Bild zu diesem Denkmal hochladen |
| A 3.3.1.54     | Vlotho-Exter auf westlicher Böschung des Hohlweges der Pivitstraße                        | Buchen und Eichen                           | 13 bzw. 3 | Buche und Eiche |                  |             |              | Direkt Bild zu diesem Denkmal hochladen |
| A 3.3.1.55     | Vlotho-Exter auf einer Böschung in der Nähe der Straße Hollenhagen                        | Eiche                                       | 1         | Eiche           |                  |             |              | Direkt Bild zu diesem Denkmal hochladen |
| A 3.3.1.56     | Vlotho-Exter westlich der Glimkestraße                                                    | Eiche                                       | 1         | Eiche           |                  |             |              | Direkt Bild zu diesem Denkmal hochladen |
| A 3.3.1.57     | Vlotho-Bonneberg am Hoftor des Hofes Fleßner                                              | Eiche                                       | 1         | Eiche           |                  |             |              | Direkt Bild zu diesem Denkmal hochladen |
| A 3.3.1.60     | Vlotho-Exter am Glimkebach                                                                | Eiche                                       | 1         | Eiche           |                  |             |              | Direkt Bild zu diesem Denkmal hochladen |
| A 3.3.1.61     | Vlotho-Steinbründorf auf der Böschung an der Straße Hellkamp Karte                        | Drillingsbuche                              | 1         | Buche           |                  |             |              | BW                                      |
| A 3.3.1.68     | Vlotho-Wehrendorf im Garten des Hauses Dorfstraße 9 Karte                                 | Birne                                       | 1         | Birne           |                  |             |              | BW                                      |
| A 3.3.1.69     | Vlotho-Dornberger Heide an einem Feldweg westlich des Hauses Dornberger Heide Karte       | Birne                                       | 1         | Birne           |                  |             |              | BW                                      |
| A 3.3.1.71     | Vlotho-Valdorf in einer Hecke westlich des Hofes Kölling                                  | Kirsche                                     | 1         | Kirsche         |                  |             |              | Direkt Bild zu diesem Denkmal hochladen |
| A 3.3.1.72     | Vlotho-Valdorf auf einer Böschung östlich der Straße Im Windfeld                          | Eiche                                       | 1         | Eiche           |                  |             |              | Direkt Bild zu diesem Denkmal hochladen |
| A 3.3.1.73     | Vlotho-Valdorf an einer Hofzufahrt an der Krückebergstraße                                | Linde                                       | 1         | Linde           |                  |             |              | Direkt Bild zu diesem Denkmal hochladen |
| A 3.3.1.74     | Vlotho-Uffeln an der Straße Rehburg                                                       | Eiche                                       | 1         | Eiche           |                  |             |              | Direkt Bild zu diesem Denkmal hochladen |
| A 3.3.1.75     | Vlotho-Bonneberg auf dem Hof Fleßner                                                      | Hofbaumgruppe mit einer dominierenden Buche | 1         | Buche           |                  |             |              | Direkt Bild zu diesem Denkmal hochladen |

## Steinbrüche
| Denkmal-Nummer | Ort / Lage                              | Bezeichnung des ND                             | Anzahl | Art | Eingetragen seit | Schutzgrund | Beschreibung                                              | Bild |
| -------------- | --------------------------------------- | ---------------------------------------------- | ------ | --- | ---------------- | ----------- | --------------------------------------------------------- | ---- |
| B 3.3.1.62     | Vlotho-Bonneberg Karte                  | Steinbruch am Backsweg                         |        |     |                  |             |                                                           | BW   |
| B 3.3.1.63     | Vlotho-Borlefzen Rintelner Straße Karte | Steinbruch am Hof Röhr an der Rintelner Straße |        |     |                  |             | Es handelt sich um guterhaltene Wesersandsteinaufschlüsse | BW   |

## Findlinge
| Denkmal-Nummer | Ort / Lage                 | Bezeichnung des ND | Anzahl | Art   | Eingetragen seit | Schutzgrund | Beschreibung                                                | Bild |
| -------------- | -------------------------- | ------------------ | ------ | ----- | ---------------- | ----------- | ----------------------------------------------------------- | ---- |
| C 3.3.1.65     | Vlotho-Steinbründorf Karte | „Opferstein“       |        |       |                  |             | Findling in Buchenwaldbestand Naturschutzgebiet Linnenbeeke | BW   |
| C 3.3.1.67     | Vlotho-Steinbründorf Karte | „Schneiderstein“   | 1      | Eiche |                  |             | Findling am großen Selberg                                  | BW   |

## Teich
| Denkmal-Nummer | Ort / Lage           | Bezeichnung des ND         | Anzahl | Art | Eingetragen seit | Schutzgrund | Beschreibung | Bild            |
| -------------- | -------------------- | -------------------------- | ------ | --- | ---------------- | ----------- | ------------ | --------------- |
| D 3.3.1.70     | Vlotho-Valdorf Karte | Erdfallsee in Bad Seebruch |        |     |                  |             |              | Fotos hochladen |